# Depo Severnoje

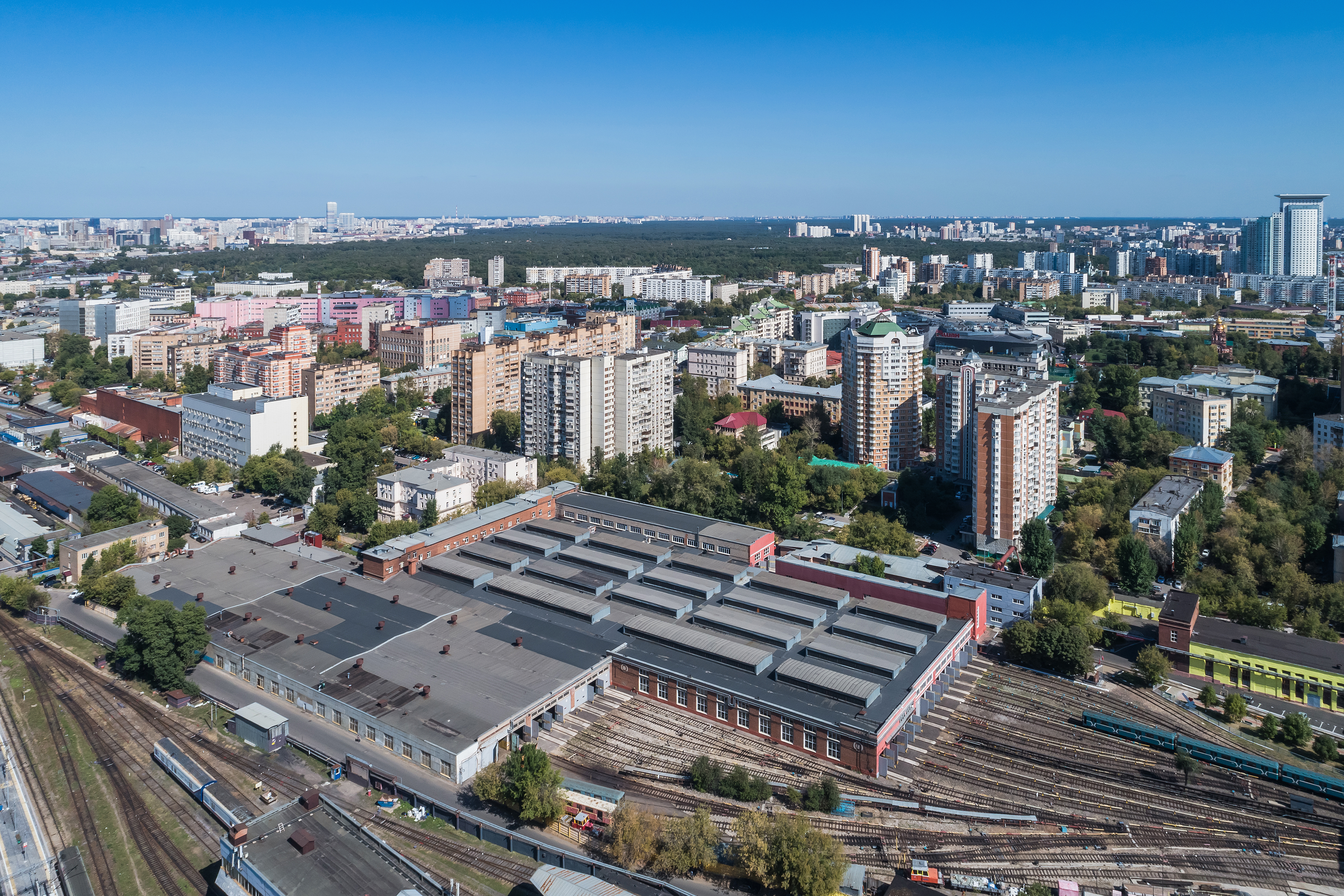

Depo Severnoje (rusky Электродепо Се́верное) je nejstarším depem v síti moskevského metra. Jeho kódové označení je TČ-1, nachází se nedaleko stanice metra Krasnoselskaja.
Dokončeno bylo 26. dubna 1935, ještě před otevřením první linky metra (Sokolničeské). Dodnes slouží první lince; do roku 1990 (než bylo zprovozněno depo Čerkizovo) bylo na lince jediným. Též v letech 1941 a 1942 odsud byly vypravovány i soupravy na Arbatsko-Pokrovskou linku, tedy předtím, než i ona měla své vlastní depo.
Vystřídaly se zde všechny typy souprav; prvními byly typu A (při dokončení depa zde bylo umístěno prvních 56 vozů), a to mezi lety 1935 a 1959, následoval typ B, typ V, typ D,typ E, typ Ež, a konečně nejrozšířenější 81-71 (zde v modernizované verzi 81-717.5М/714.5М), od roku 1998.